# Прейсиг, Войцех
Войцех Прейсиг (чеш. Vojtěch Preissig; 31 июля 1873 года, Святец — 11 июня 1944 года, концлагерь Дахау) — чехословацкий живописец, график и иллюстратор, участник Движения Сопротивления.

## Жизнь и творчество
Войцех Прейсиг получил художественное образование под руководством Фридриха Омана в Пражской индустриально-художественной школе в 1892—1897 годах. После этого он отправляется через Вену и Мюнхен в Париж, где работает вместе с художником-модернистом Альфонсом Мухой и параллельно изучает различные приёмы художественной графики в частных школах. В начале XX столетия Прейсиг возвращается в Прагу, где работает в мастерской по изготовлению типографских шрифтов. В 1905 году художник открывает собственную мастерскую, где создаёт живописные и графические работы в модернистском и символистском стилях, а также плакаты, иллюстрирует книги. После того, как художник основывает журнал «Чешская графика» («Česká grafika»), он вступает в Союз живописцев Мане и в Союз чешских художников-графиков Голлар.
В 1910 году его мастерская была закрыта австро-венгерскими властями, и В.Прейсиг эмигрирует в США, где работает преподавателем. В этот период он увлекается коллажем и выступает дизайнером типографского шрифта Антиква. Через три года художник возвращается на родину и пробует себя в абстрактном искусстве. Во время Первой мировой войны он ушёл служить в Чехословацком легионе, писал для него плакаты. Наиболее успешными для мастера были 1920-е годы. Тогда он создаёт более половины своих экслибрисов, много экспериментирует в абстрактной живописи; полотна В.Прейсига пользуются большим успехом у покупателей.

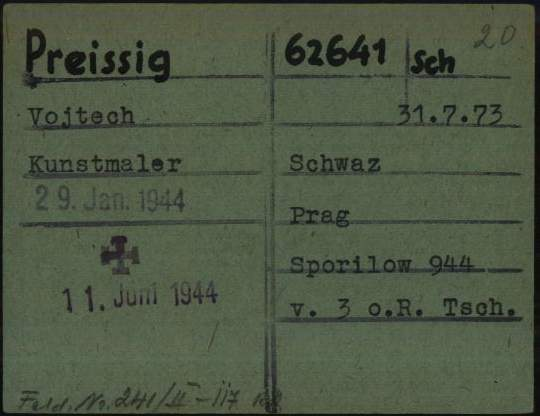
Регистрационная карточка Войтеша Прейсига в качестве заключенного в нацистском концентрационном лагере в Дахау

После раздела Чехословакии в 1938 году и присоединения значительной её части к нацистской Германии художник вместе со своей дочерью, журналисткой Иреной Бернашковой, и супругой Иреной Прейсиговой присоединяется к силам Сопротивления. Совместно они выпускают антифашистский журнал «В бой» («чеш. V boj»), для которого В.Прейсиг делает графику. В 1940 году он был схвачен гестапо, в 1943 году отправлен в КЦ Дахау. Погиб в 1944 году.

## Галерея
- 24.11.2004 Radio.cz: Живописные работы В.Прейсига Архивная копия от 2 февраля 2008 на Wayback Machine
- Военная графика В.Прейсига